# Buno
Buno (in greco antico: Βοῦνος?, Bùnos) è un personaggio della mitologia greca, figlio di Ermes e di Alcidamia.

## Mitologia
Eete affidò a Buno il trono di Efira (un antico nome di Corinto) quando decise di emigrare nella Colchide, pregandolo di tenerlo fino a quando i suoi figli fossero tornati. Si racconta che Buno abbia costruito un santuario per Era "Bunia" sulla strada che portava all'Acrocorinto.
Dopo la morte di Buno, Epopeo di Sicione, giunto dalla Tessaglia, estese il suo regno fino ad includere Corinto; quando il suo ultimo successore (Corinto) morì a sua volta senza eredi, i Corinzi mandarono a chiamare Medea da Iolco per assegnare a lei il regno.